# Тетерук жовтобровий
Тетерук жовтобровий (Dendragapus obscurus) — вид птахів родини фазанових (Phasianidae), що населяє ліси північноамериканських Скелястих гір. Вид близько пов'язаний із подібним Dendragapus fuliginosus, тож вони вважалися одним видом, блакитним тетеруком.

## Опис
Дорослі птахи мають довгий хвіст, сірий на кінці. Дорослі самці переважно темного забарвлення з пурпурним горловим повітряним мішком оточеним білим пір'ям, шкіряна "брова" має забарвлення від жовтого до червоного. Дорослі самиці пістрявого забарвлення з темно-коричевими і білими п'ятнами.

## Ареал і середовище проживання
Ареал розмноження — околиці хвойних і змішаних лісів в гірських районах західної частини Північної Америки, від південно-східної Аляски і Юкона на південь до Нью-Мексико. Їх ареал тісно пов'язаний з хвойними деревами.

## Міграції
Осілі птахи, можуть переміщатися на короткі відстані пішки або короткими перльотами в більш густі лісові райони. Мають звичку підніматися до вищих висот взимку.

## Харчування
Тетеруки годуються на землі, або на деревах. Взимку поїдають ялицеву хвою, зрідка ялинову хвою і хвою тсуґи. Влітку харчуються зеленими частинами різних рослин, ягодами і комахами. Пташенята майже повністю залежать від комах протягом перших десяти днів.

## Розмноження
Як і інші тетерукові птахи, жовтоброві тетеруки збираються на токування, хоч токують поодинці. Спів самця складається з гýкання на своїй території. Для цього виду характерні токові польоти під час яких самці гучно хлопають крильми. Самиці покидають територію самця після спарювання. Гніздо — ямка на землі, прихована під чагарником чи колодою.